# Release Me (Wilson Phillips)
Release Me is een nummer van de Amerikaanse meidengroep Wilson Phillips uit 1990. Het is de tweede single van hun titelloze debuutalbum.
Het nummer is een ballad die gaat over een verloren liefde. Net als voorganger Hold On werd ook "Release Me" een gigantische hit in Amerika, en haalde het wederom de nummer 1-positie in de Amerikaanse Billboard Hot 100. In de Nederlandse Top 40 schopte het nummer het tot de 15e positie, wat voorganger "Hold On" toevalligerwijs ook deed. Buiten Noord-Amerika en Nederland was "Release Me" minder succesvol dan de voorganger.